# 1872 en littérature
| Années de la littérature : 1869 - 1870 - 1871 - 1872 - 1873 - 1874 - 1875    |
| Décennies de la littérature : 1840 - 1850 - 1860 - 1870 - 1880 - 1890 - 1900 |

Cet article présente les faits marquants de l'année 1872 en littérature.

## Événements
- Juillet : Rimbaud et Verlaine voyagent à Londres puis à Bruxelles.

## Essais
- Thomas Balch, Les Français en Amérique pendant la guerre de l'Indépendance des États-Unis 1777-1783, é. A. Sauton, Paris.
- Louis-Antoine Garnier-Pagès, Histoire de la révolution de 1848 (1860-1872).
- Henry Harrisse, Notes pour servir à l'histoire, à la bibliographie et à la cartographie de la Nouvelle France et des pays adjacents, 1545-1700, Paris, Tross
- Karl Marx (allemand), Publication en russe à Saint-Pétersbourg du premier volume du Capital, 23 mars.
- Friedrich Nietzsche (allemand), La Naissance de la tragédie. Cet essai a bouleversé la vision esthétique du monde grec en revalorisant les aspects dionysiaques (plaisir) au détriment des aspects apolliniens (harmonie).
- Yukichi Fukuzawa (japonais), début de la publication du Gakumon no Susume  (Un encouragement à l'étude, 17 volumes, fin en 1876) du penseur libéral et moderniste qui critique la morale traditionnelle japonaise. Ses ouvrages ont été tirés à des centaines de milliers d’exemplaires.
- Eugène Viollet-le-Duc, Entretiens sur l'architecture, 2 vol., Paris.

## Poésie
- Paul Déroulède, Les Chants du soldat, drame en vers (1872-1875).
- Victor Hugo, L’Année terrible, recueil de vers.
- Sully Prudhomme, Les Destins.
- Rimbaud, Une saison en enfer.

## Romans
- Alphonse Daudet, Tartarin de Tarascon.
- Erckmann-Chatrian, Histoire du plébiscite.
- Nikolaï Leskov, Gens d’Église.
- Jules Verne, Le Tour du monde en quatre-vingts jours et Aventures de trois Russes et de trois Anglais dans l'Afrique australe.
- Fiodor Dostoïevski, Les Démons.
- George MacDonald, La Princesse et le Gobelin.
- Samuel Butler, Erewhon.
- Charles Testut, Le Vieux Salomon.

## Principales naissances
- 18 janvier : Paul Léautaud († 22 février 1956),
- 10 mai : Marcel Mauss, anthropologue français († 1er février 1950),
- 22 novembre : Georges Faillet, dit Fagus, poète symboliste belge († 9 novembre 1933),
- 6 décembre : Luis Bello, écrivain, journaliste, pédagogue et homme politique espagnol († 6 novembre 1935).

## Principaux décès
- 24 janvier : Friedrich Adolf Trendelenburg, 71 ans, un philosophe et philologue allemand.
- 4 mars : Johannes Carsten Hauch, 81 ans, un romancier, poète et dramaturge danois.
- 9 mars : José María Vergara y Vergara, 40 ans, un écrivain, journaliste et critique littéraire colombien.
- 13 mars : Augustin Cochin, 48 ans, un écrivain et homme politique français.
- 17 mars : Victor Quintius Thouron, 78 ans, un poète, écrivain et traducteur français.
- 4 avril : Mathieu Polain, 64 ans, un écrivain et archiviste belge.
- 27 avril : Ion Heliade Rădulescu, 70 ans, un poète, essayiste, traducteur, linguiste, historien et académicien roumain.
- 11 mai : Thomas Buchanan Read, 50 ans, un poète et portraitiste américain.
- 13 mai :
  - Théodore Cogniard, 66 ans, un auteur dramatique et directeur de théâtre français.
  - Moritz Hartmann, 50 ans, un écrivain et poète allemand.
- 18 mai : Johan Hendrik van Dale, 44 ans, un enseignant, un archiviste et un lexicographe néerlandais.
- 24 juin : Dimitrija Demeter, 60 ans, un écrivain et dramaturge croate.
- 27 juin : Michel Carré, 50 ans, un auteur dramatique et librettiste français.
- 7 juillet : Pierre Lachambeaudie, 65 ans, un fabuliste, poète, goguettier et chansonnier français.
- 9 juillet : Théodore de Foudras, 71 ans, un romancier français.
- 27 juillet : Claude Joseph de Cherrier, 57 ans, un historien français.
- 18 août : Petar Preradović, 54 ans, un poète serbe de Croatie
- 21 août : David Kalisch, 52 ans, un dramaturge allemand.
- 23 août : Jean Dorey, 41 ans, un écrivain et journaliste de langue jersiaise et normande.
- 2 septembre : Nikolai Grundtvig, 86 ans, un pasteur luthérien, écrivain, poète, linguiste, historien, et pédagogue danois.
- 5 septembre : Léon Laya, 60 ans, un auteur dramatique français.
- 9 septembre : Comtesse Dash, 68 ans, une romancière française.
- 13 septembre : Ludwig Feuerbach, 68 ans, un philosophe allemand.
- 22 septembre : Vladimir Dahl, 70 ans, un lexicographe et écrivain russe.
- 27 septembre : Siméon Pécontal, 74 ans, un poète français.
- 10 octobre : Fanny Fern, 61 ans, une chroniqueuse, humoriste, romancière et auteure d'histoires américaine pour enfants.
- 21 octobre : Théophile Gautier, 61 ans, un poète, romancier et critique d'art français.
- 22 octobre : Jules Borgnet, 64 ans, un archiviste et un historien belge.
- 24 octobre : Félix de Villebois, 83 ans, un écrivain français.
- 20 décembre : George Palmer Putnam, 58 ans, un éditeur américain.
- 23 décembre : Jean-Baptiste Capefigue, 71 ans, un historien, biographe et journaliste français.
- 31 décembre : Aleksis Kivi, 38 ans, un écrivain finlandais.

- Thomas Keightley, 83 ans, un historien irlandais.
- Maximilien Melleville, 65 ans, un historien français.
- Eduard Maria Oettinger, 64 ans, un littérateur allemand.
- Vladimir Raïevski, 77 ans, un poète russe.
- Dominique-François-Louis Roget, 76 ans, un historien français.
- Stephen Watson Fullom, journaliste, romancier anglais